# Invasión española de Inglaterra de 1597
La invasión española de Inglaterra de 1597, cuya flota se le conoce como Tercera Armada Invencible, fue el intento de invasión anfibia de la isla de Gran Bretaña por parte de la Monarquía Hispánica.
En 1585, el Tratado de Nonsuch había supuesto la entrada de Inglaterra en favor de los protestantes de las Provincias Unidas, rebeldes a Felipe II de España. Esto supuso el inicio de una guerra contra España que duraría hasta 1604.

## Antecedentes
Tras el saqueo de Cádiz de 1596, el rey Felipe II tomó en consideración la defensa de la península y en vengar el ultraje enviando una armada para invadir Inglaterra en 1597, contando con la ventaja de tener puertos en la orilla francesa del canal de la Mancha. En respuesta a la petición de ayuda del Duque de Mercoeur, Gobernador de Bretaña desde 1582, contra Enrique IV de Francia, Felipe II envió fuerzas, participando en la guerra de religión de Francia en apoyo de la Liga Católica: la Monarquía española estableció guarniciones costeras como las de Blavet en 1590 y Calais en 1596, que tenían un valor estratégico añadido porque permitían amenazar a Inglaterra al ser bases de abrigo para la flota. Por su parte, Inglaterra también intervino en Francia, pero en apoyo del protestante Enrique IV de Francia, por el tratado de Greenwich (1591).

## Flota
Dos años después del Ataque de Carlos de Amésquita (1595), en 1597, mientras la flota inglesa (20 barcos con 2000 hombres) buscaba a la flota de Indias en la isla Tercera, o si no las encontraba, para seguir hasta las Indias (cosa que intentó al no encontrar a la flota de Indias, en una tercera expedición contra la flota de Indias que acabó en fracaso). Felipe II volvió a enviar una nueva flota de invasión, la tercera gran armada del Océano (tras la Armada Invencible de 1588 y la segunda armada de 1596) saliendo en esta ocasión de La Coruña bajo el mando de Juan del Águila, como maestre de campo general, y Martín de Padilla, como comandante de las tropas invasoras, con destino a Falmouth (punto de destino de la invasión), un poco más numerosa que su precursora de 1588. Esta vez, partieron de La Coruña y Ferrol 108 naves, más otras que se unirían y que salían desde otros puertos. El recuento del Adelantado de Castilla del 1 de octubre da como resultado: 136 navíos de 34.080 toneladas, 24 carabelas (160 buques), 8.634 soldados, 4.000 marineros (12.634 hombres) y 300 caballos. Incluida en estas tropas estaba la escuadra de Andalucía de 32 navíos, que llevaba a dos tercios de infantería, el de Nápoles y el de Lombardía (éstos eran la élite de los tercios españoles, hombres que prácticamente no perdían batalla alguna), estando la flota bajo el Almirante Diego Brochero en la que iba de capital general el Adelantado de Castilla Martín de Padilla. Junto con esta flota, iba otra a Bretaña con mil hombres, a Blavet, posición bajo dominio español (1590-1598), hasta que Felipe II decidió negociar, preparando un tratado de paz con Francia para cerrar frentes de guerra a su descendiente Felipe III.

## Desembarco
El 17 de octubre de 1597, a los tres días de navegación con buen tiempo, llega la flota al canal de la Mancha. Tras avanzar hacia las costas inglesas sin encontrar oposición, donde hubo un fuerte temporal (según las memorias del gobernador de Brest, Sourdeac, este temporal fue el 2 de noviembre) y se dio la orden de dispersar la flota, si bien en esta ocasión no se produjeron los catastróficos resultados de 1588. Aun así, siete barcos llegaron a tierra en las proximidades de Falmouth, desembarcando a 400 soldados de élite que se atrincheraron esperando refuerzos para marchar sobre Londres. Después de dos días de espera en los que las milicias inglesas no se atrevieron a hostigarlos, recibieron la orden de embarcar, pues la flota se había dispersado irremediablemente, regresando a España sin ningún contratiempo. 
Tras la vuelta de la flota inglesa, que había partido hacía tiempo para tratar de capturar la flota de Indias española, fracasando una vez más, se abrió una investigación por haber dejado indefensa la costa inglesa y poniendo a la capital en serio peligro, y fueron numerosas las acusaciones de traición, abriéndose un juicio contra algunos mandos acusados de estar a sueldo del rey de España.